# 足利義昭
足利義昭（日语：／ Ashikaga Yoshiaki，1537年12月5日—1597年10月9日）是日本足利幕府末代將軍。他是前任將軍足利義輝之弟，年輕時曾遁入空門，法號覺慶。足利義輝被叛臣弒殺後，被细川藤孝等擁立為將軍而還俗，改名義秋，後改名義昭。足利義昭曾經流落於南近江的六角義賢、若狹的武田義統與越前的朝倉義景等大名處苦苦哀求幫助他復興室町幕府，但都沒有成功，而且被蔑稱為「貧乏公方」。後來才在尾張的織田信長幫助之後而得於1568年上洛而正式成為室町幕府第十五代征夷大將軍。
但是之後織田信長便擅自擴大權力並限制足利義昭的行動，足利義昭便與甲斐的武田信玄、安藝的毛利元就、越後的上杉謙信、越前的朝倉義景、北近江的淺井長政、攝津大坂的本願寺顯如等大名聯合反制織田信長，形成針對織田信長的信長包圍網；1573年叛臣織田信長（信長1559年出仕室町幕府）率軍將足利義昭驅逐出京都並放逐到河內三好義繼居城若江城，室町幕府因反抗信長而毀滅。
足利義昭被信長趕出京都後，但他的將軍的官位並未真正解除，被流放的義昭前往投奔安藝的毛利輝元，建立鞆幕府，以将军身份继续进行统治。之後投靠羽柴秀吉；平民出身的羽柴秀吉曾經要求成為足利義昭養子，以便取得武家身份建立幕府政權，但被足利義昭拒絕（此历史记载于《丰臣秀吉谱》，真实性尚未确认）。1588年義昭出家，辭去征夷大將軍一職，准三宮宣下，足利義昭於1597年逝世。

## 生平

### 將軍之路
足利義昭是室町幕府的第12代將軍足利義晴的次子，其母親是近衛尚通的女兒慶壽院。他也是第13代將軍足利義輝的同胞弟弟。足利義昭出生後，被外祖父近衛尚通收為猶子；而兄長義輝早已被立為嗣子，根據當時足利將軍家的慣例，未能獲得嗣子地位的將軍之子都要出家，因此被送入佛門，進入興福寺的一乘院，法名覺慶。
覺慶法師在興福寺擔任權少僧都的高級官職，本來他一生應該是在擔任高級僧官中度過的。但在1565年（永祿8年）發生了永祿之變，第13代將軍足利義輝連同其母慶壽院一起，被松永久秀、三好三人眾弑殺；擔任鹿苑院院主的弟弟周暠也被久秀誘殺。由於害怕殺害覺慶會引發興福寺僧眾的敵對情緒，松永久秀沒有立刻殺害覺慶，而是將其暫時監禁在興福寺。但不久忠於足利義輝的一色藤長、和田惟政、仁木義政、三淵藤英、細川藤孝，以及大覺寺門跡義俊（近衛尚通之子）等幫助覺慶逃出了監牢。
在此期間的文書中，覺慶被稱作「將軍家的當主」、「矢島的武家御所」等。1566年4月21日被敘為從五位下左馬頭的官位。經過奈良、木津川逃到伊賀後（伊賀國的守護是將軍的近臣仁木義政，該國國人服部氏後來追隨義昭），通過南近江的六角義賢的許可後才暫時居住在了甲賀郡的和田城（和田惟政的居城，位於伊賀和近江交界之處）。
覺慶試圖恢復衰弱不堪的足利將軍家的實權，永祿9年（1566年）2月17日，覺慶還俗，改名足利義秋。在和田惟政（甲賀住人）和仁木義政（伊賀住人）的斡旋下，六角義賢、義治父子同意讓足利義秋以野洲郡矢島村（今守山市矢島町）為住所。
居住在矢島御所的足利義秋，積極同管領畠山高政、關東管領上杉輝虎、能登守護畠山義綱（居住在近江滋賀郡）取得聯絡，希望得到支持。河內國的畠山高政積極支持義秋，其弟弟秋高也表示支持。得知此事後，三好三人眾率3000騎襲擊了矢島御所；大草氏等奉公眾（將軍親衛隊）浴血奮戰擊退了襲擊。但義秋發現自己視為心腹的南近江國主六角義治暗中與三好三人眾勾結，義秋只得在8月前往若狹投靠武田義統。但當時若狹武田氏正處於家督爭奪和重臣謀反的內亂中，無力支援義秋上洛；武田義統僅派了弟弟武田信景前往幫助義秋。足利義秋只得前往越前，哀求朝倉義景（仁木義政的親族）出兵上洛。足利義秋上奏朝廷，將義景的母親封為從二位官位。但義景只有對足利將軍家的連枝鞍谷公方足利嗣知（足利義嗣的子孫）扶上將軍之位有興趣，對還俗的義秋ㄧ點興趣也沒有。足利義秋長期滯留越前，上野清延、大館晴忠等幕府遺臣紛紛前往越前參見將軍。
永祿11年（1568年）4月15日，足利義秋在越前舉行元服禮，由朝倉義景擔任加冠役。同時由於「秋」字不吉利，改名義昭。在朝倉家重臣明智光秀的介紹下，前往尾張，請求管領斯波家的有力家臣織田信長的幫助。

### 再興幕府

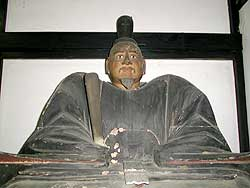
足利義昭木像（等持院藏）

永祿11年（1568年）9月，織田信長擁護足利義昭上洛，途中又受到北近江淺井家的支持，在織田信長、淺井長政等警護下進軍京都。在途中受到南近江六角家六角義賢六角義治父子的阻礙，但由於六角家不敵織田家的軍力而向伊賀撤退（觀音寺城之戰），在父親足利義晴所建的桑實寺駐紮，順利到達京都。三好三人眾退出京都。10月18日朝廷封足利義昭為征夷大將軍，同時敘從四位下參議兼左近衛權中將的官位。
就任將軍的義昭下令將對弒殺兄長義輝持縱容態度、慫恿天皇將封足利義榮為將軍的近衛前久流放，並讓二條晴良復任關白之職。義昭又將自己的偏諱授予管領細川昭元、畠山昭高，以及關白家的二條昭實，試圖鞏固自己的統治，掌握了兄長義輝所擁有的山城國御料所。同時在山城國設置守護，令三淵藤英據守伏見城。在政務上，義昭同兄長義輝一樣，任命攝津晴門為政所執事，任命飯尾昭連、松田藤弘等為奉公眾，再開幕政。之前因反叛兄長義輝而被滅的伊勢氏，其末裔伊勢貞興被義昭允許復任官職。
當時足利義昭暫時以山城國本圀寺（位於今京都府京都市山科區）為居住地。永祿12年（1569年）正月，當信長率軍返回美濃、尾張時，三好三人眾趁機反撲，突襲本圀寺（本圀寺之變）。奉公眾和明智光秀所率的織田軍奮勇抵抗，北近江的淺井長政以及攝津的池田勝正、和田惟政等也奮戰，擊退了三好三人眾的進攻。
這次事件暴露了本圀寺守備不足的現狀，因此足利義昭向信長請求重建了足利義輝建造的烏丸中御門第（舊二條城），以之為將軍邸。重修的烏丸中御門第新挖了兩道護城河，並翻修加高了石垣，增強了防禦機能。只有世代擔任室町幕府奉公眾的武士和高級守護大名才能進入拜見。

### 與信長的對立

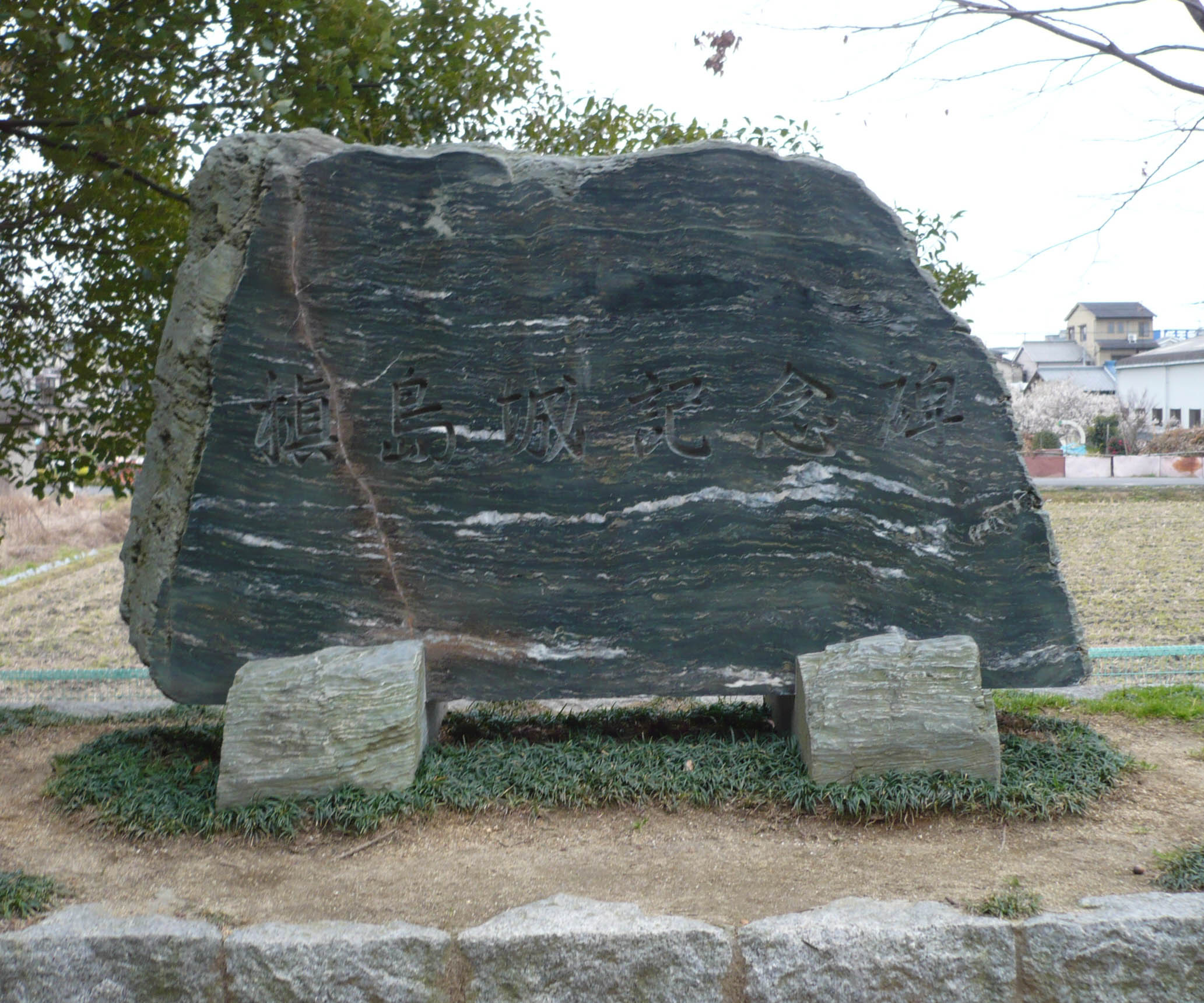
槇島城的石標

足利義昭依據當初的許諾，就任將軍之後，在10月24日給予信長「御父織田彈正忠（信長）殿」的尊稱，以請求信長對幕府的支持。
信長將義昭扶上將軍之位後，義昭對其他武將論功行賞，池田勝正被任命為攝津守護，畠山高政、三好義繼各被封為河內半國守護。
足利義昭也提出讓信長擔任和泉守護，甚至管領代及副將軍的職務，並繼承斯波氏，但被信長推辭了，僅接受義昭推舉為彈正忠。
然而足利義昭一心想要復興足利幕府，而信長則有用武力統一天下的野心，因此兩者最終關係逐漸惡化。信長為了限制將軍的權力，於永祿12年（1569年）正月頒佈了《殿中御掟》9條，並逼迫義昭承認。這使幕府將軍的行動受到了很大的制約。翌年正月又追加了5條，信長更進一步限制了幕府的權力。元龜元年（1570年）4月，織田信長討伐越前大名朝倉義景，但就在此時織田家的同盟淺井長政反叛信長，導致信長大敗。同年，足利義昭與織田信長一同參加野田福島城之戰，並在志賀之陣中與朝廷斡旋織田信長及朝倉義景的和談。
元龜3年（1572年）10月，信長向義昭送達了17條責問狀，批評了義昭的一些舉措。此時東方的武田信玄率兵進軍京都，12月22日在三方原之戰中擊敗了信長的盟友三河的德川家康，信長陷入窘境。足利義昭趁機任命寵臣山岡景友（六角義賢的重臣以及幕府的奉公眾）為山城半國守護，正式和信長決裂。翌年正月，信長欲遣子入質於義昭以求和解，但遭義昭的拒絕。足利義昭在近江的今堅田城和石山城為幕府軍的據點，舉起反對信長的旗幟，但數日後兩城皆被攻陷。同時東方戰線的武田信玄在上洛的路途中病重，武田軍於4月開始撤回本國甲斐，12日信玄在回國的路途中在信濃駒場病逝。
信長殺入京都，在知恩院佈開陣勢。幕臣細川藤孝、攝津豪族荒木村重等人投降織田信長。但是不知道武田信玄已經病逝的足利義昭還愚蠢的死守在自己的居城烏丸中御門第想繼續抵抗。信長再次提出和解，但義昭認為信長沒有信用，斷然拒絕。信長威脅幕臣以及義昭的支持者，聲稱若不投降，自己將會攻打上京並將此整個地區焚為焦土。同時包圍了義昭的居城烏丸中御門第。另一方面，信長尋求朝廷的支持，4月5日，在正親町天皇敕命下，雙方講和。
但是足利義昭於7月3日宣佈背棄和約，在三淵藤英、伊勢貞興以及公家奉公眾的護衛下逃往南山城的要害槇島城（山城國的守護所）舉兵。槇島城建在宇治川和巨椋池水系交叉處的島上，是足利義昭近臣真木島昭光的居城，為兵家必爭之地。烏丸中御門第的守軍於3日投降了信長，信長率7萬大軍包圍了槇島城。7月18日織田軍開始攻城，槇島城的建築被破壞，足利義昭以自己的兒子義尋為人質，向信長乞降。

### 被逐出京都
信長將足利義昭逐出京都後，並將足利將軍家在山城、丹波、近江、若狹等地的御料所據為己有。信長以天下人（掌握日本實權的人）自居，挾持幕府將軍和天皇支配京都周圍的地區，並充當各地大名紛爭的調停人。放逐將軍後，信長保持了天下人的地位，現在日本的歷史教科書一般認為此時足利幕府已滅亡。但事實上根據《公卿補任》的記載，此後的義昭依然長期保持著征夷大將軍的官位。天正元年8月（即1573年。元龜4年7月28日，改元天正），織田信長毀滅越前朝倉家，9月毀滅北近江淺井氏，信長包圍網完全崩解。信長於次年任命塙直政為山城、大和守護，鞏固了織田家在近畿內的支配權。
足利義昭被放逐後，退往枇杷莊（今京都府城陽市），在本願寺顯如的介紹下，被信長家臣羽柴秀吉護送到河內三好義繼的居城若江城，足利義昭仍然在此開設幕政，以伊勢氏、高氏、一色氏、上野氏、細川氏、大館氏、飯尾氏、松田氏、大草氏等勢力為幕府的中樞，組成了奉公眾和奉行眾，並授予近臣和大名室町幕府中的官職。除了近畿周邊的信長勢力圈以外（北陸地方、中國地方、九州地方），足利義昭依然保持著被流放以前的權力，甚至對京都五山的住持還有任命權。在信長與三好義繼的關係惡化後，義昭於11月5日移駕到和泉國的堺。足利義昭曾提出要返回京都，但信長提出送交人質的條件，最終交涉破裂。
1574年移駕紀伊國興國寺，又移駕泊城。當時紀伊國是管領畠山氏的領地，值得一提的是畠山高政的重臣湯川直春的勢力在當時很強大，直春的父親湯川直光擔任河內守護代一職。
1576年（天正4年），足利義昭移駕到毛利輝元領地內的備後國的鞆。鞆是當年足利尊氏接受光嚴上皇追討新田義貞院宣的地方，對於足利將軍家可謂是有淵源的地方。第十代將軍足利義材在此處受到大內家的支持，從而回到了京都。因此此地被足利將軍家當作吉祥之地。此後義昭在此地開設流亡幕府，史稱「鞆幕府」。足利義昭在鞆以備中國的御料所所進獻的年貢，以及足利將軍家任命京都五山住持所獲得的禮錢維持生活，同時收到宗家、島津家通過明日貿易獲得的財政收入，近畿、東海以外支持足利將軍家的武家很多。鑒於此，足利義昭向全國大名下達了討伐信長的御內書，天正4年時希望促成甲斐的武田家、相模國的北條家、越後的上杉家結為同盟，但成效甚微。

### 信長的死以及回到京都
1577年上杉謙信在手取川之戰擊敗織田軍，但不久上杉謙信就在1578年（天正6年）病逝，上杉軍勢退回北陸，隨後其繼承人因繼承問題爆發內戰，即御館之亂，從此上杉家國力大傷，再無與織田家一較高下之實力。
1580年（天正8年）一向宗本山石山本願寺不堪長年圍困於城中，最後接受信長方面的議和條件，退出本願寺，不再干涉世俗，實質上向信長投降，一向宗一揆暴動就此瓦解。此時日本的經濟、政治核心地帶及周邊再無對織田家的威脅，其勢力達到鼎盛，並劍指西方大國毛利家。
然而1582年（天正10年）明智光秀發動本能寺之變，信長及其嗣子信忠皆戰死。此時足利義昭身在備後國的鞆。而明智光秀麾下的家臣，如伊勢貞興、蜷川貞周等，多為昔日室町幕府的幕臣。
足利義昭趁此好機欲返回京都，尋求毛利輝元的支持；另一方面尋求羽柴秀吉和柴田勝家支持他重回京都，但1583年（天正11年）毛利輝元、柴田勝家、德川家康一度著手籌備支持義昭上洛卻又無果。同年毛利輝元臣服於羽柴秀吉，足利義昭也向九州的大名如島津義久、龍造寺政家等人尋求支援，但也無果。1586年羽柴秀吉成為關白太政大臣。此後進入了「關白秀吉、將軍義昭」並立的2年時期。在此兩年裡，豐臣秀吉逐漸統一天下。
1587年（天正15年），豐臣秀吉在九州征伐期間途經備後國沼隈郡的津之郡村，在田邊寺訪問了足利義昭，二人交換了太刀。次年薩摩國的島津家向秀吉臣服，義昭回到京都，1588年2月9日（天正16年1月13日）與關白豐臣秀吉一起參見了正親町天皇，辭去了征夷大將軍之職並出家，法號昌山。朝廷給予了准三后的待遇。

### 晚年
豐臣秀吉將山城國的槇島城給予了他當作居城，並給予了義昭一萬石的領地。由於足利義昭是前將軍的緣故，豐臣秀吉才給予他這樣高的待遇。在豐臣秀吉侵略朝鮮時，義昭率軍200人來到肥前名護屋，參加了戰鬥。
晚年與斯波義銀、山名豐國等，成為太閣豐臣秀吉御伽眾的成員，受到太閣的親近。1597年（慶長2年）在大坂逝世，享壽61歲。

## 人物與逸話
- 一些日本的逸話記載：實現日本統一的豐臣秀吉，因是平民出身，曾要求成為足利義昭的養子，以便取得武家身份建立幕府政權，但為足利義昭拒絕。這個說法最早出自日本儒學家林羅山，但有待考證。2011年的大河劇《江～公主們的戰國～》中採用了這個傳說，將足利義昭稱為「先將軍」 。
- 一些以信長及其家臣為主人公的作品中，把足利義昭描繪成精神耗弱的一個昏君。事實上足利義昭身體健全，而日益壯大的信長包圍網顯示他的政治水平。
- 兄長足利義輝死後，義昭在幕臣的擁護下四處流浪；被信長驅逐出京都後四處流浪，投靠諸大名，因此被譏諷為「貧乏公方」。
- 足利義昭入京就任將軍的時候，曾向朝廷奏請將年號改為元龜。但信長認為這年號不吉祥而反對改元。正親町天皇最終也沒有接受其改元意見。[8]但足利義昭在1570年4月23日織田信長出征討伐越前朝倉家時，將年號改為元龜。

## 官歷
- 永禄5年（1562年）成為南都一乘院門跡。
- 永禄9年（1566年）敘從五位下，任左馬頭。（叙位任官時期存在著疑問）
- 永禄11年（1568年）10月18日昇敘從四位下，補任参議，兼任左近衛中将，封征夷大将軍。
- 永禄12年（1569年）6月22日昇敘從三位，榮進權大納言。
- 天正2年（1574年）被逐出京都，在備後鞆建立了流亡幕府（鞆幕府）。
- 天正16年（1588年）1月13日回到京都，辭去將軍一職出家。受封為准三宮，接受與皇族同等的待遇。
- 慶長2年（1597年）8月28日逝世。法號靈陽院昌山道休。

## 接受義昭偏諱人物
| - 石川昭光 - 石川義宗 - 二條昭實 - 畠山昭高 - 細川昭元 - 細川昭賢 - 一色昭秀 - 畠山昭清 | - 畠山昭賢 - 一色昭孝 - 一色昭辰 - 一色昭国 - 大館昭長 - 飯尾昭連 - 畠山義繼 | - 宗昭景 - 有馬義純 - 島津義弘 - 大友義統 - 三淵秋豪 - 三淵昭知 - 朽木昭貞 - 朽木昭長 | - 飯川秋共 - 一色秋家 - 一色秋教 - 一色秋成 - 真木島昭光 - 大草秋長 - 最上義康 |

## 其他家臣
- 和田惟政（甲賀国人）
- 山岡景友（甲賀国人）

## 登場作品
小說
- 陰謀將軍（新潮社、松本清張著）
- 御所車 最後的將軍・足利義昭（文藝春秋、岡本好古（日语：岡本好古）著）
- 足利義昭 流徙公方記（学陽書房、水上勉著）
- 義輝異聞・遺恩（德間書店、宮本昌孝（日语：宮本昌孝）著）
- 毒牙 義昭與光秀（角川書店、吉川永青（日语：吉川永青）著）
- 將軍足利義昭 翻攪動亂之渦的男人（創藝出版、辻尾耕平著）

影視劇
- 太閤記（日语：太閤記 (NHK大河ドラマ)）（1965年、NHK大河劇、演：市村家橘（日语：市村吉五郎 (2代目)））
- 天與地（1969年、NHK大河劇、演：大出俊（日语：大出俊 (俳優)））
- 國盜物語（日语：国盗り物語 (NHK大河ドラマ)）（1973年、NHK大河劇、演：伊丹十三）
- 新書太閤記（日语：新書太閤記#新書太閤記（NETテレビ））（1973年、NET、演：菅貫太郎）
- 黃金的日子（日语：黄金の日日）（1978年、NHK大河劇、演：松橋登）
- 戰國自衛隊（1979年、東寶、演：鈴木瑞穗（日语：鈴木瑞穂））
- 女太閤記（1981年、NHK大河劇、演：津村隆（日语：津村鷹志））
- 德川家康（1983年、NHK大河劇、演：篠原大作）
- 太閤記（日语：太閤記 (1987年のテレビドラマ)）（1987年、TBS、演：石橋蓮司）
- 武田信玄（1988年、NHK大河劇、演：市川團藏（日语：市川團蔵 (9代目)））
- 織田信長（日语：織田信長 (1989年のテレビドラマ)）（1989年、TBS、演：大橋吾郎）
- 信長KING OF ZIPANGU（1992年、NHK大河劇、演：青山裕一（日语：花柳寿楽 (3代目)））
- 織田信長（日语：織田信長 (1994年のテレビドラマ)）（1994年、TX、演：京本政樹）
- 豐臣秀吉 獲取天下！（日语：豊臣秀吉 天下を獲る!）（1995年、TX、演：石橋蓮司）
- 秀吉（1996年、NHK大河劇、演：玉置浩二）
- 利家與松（2002年、NHK大河劇、演：茂呂師岡（日语：モロ師岡））
- 國盜物語（日语：国盗り物語#新春ワイド時代劇版）（2005年、TX、演：相島一之）
- 太閤記 獲取天下的男人・秀吉（日语：太閤記〜天下を獲った男・秀吉）（2006年、EX、演：京本政樹）
- 功名十字路（2006年、NHK大河劇、演：三谷幸喜）
- 明智光秀 不被神眷顧的男人（日语：明智光秀〜神に愛されなかった男〜）（2007年、CX、演：谷原章介）
- 寧寧：女太閤記（2009年、TX、演：木下鳳華（日语：木下ほうか））
- 江~公主們的戰國~（2011年、NHK大河劇、演：和泉元彌）
- 戰國疾風傳 二人軍師（日语：戦国疾風伝 二人の軍師 秀吉に天下を獲らせた男たち）（2011年、TX、演：梶原善）
- 女信長（2013年、CX、演：佐藤二朗）
- 信長的主廚（2013年、EX、演：正名僕藏（日语：正名僕蔵））
- 濃姬（日语：濃姫 (テレビドラマ)）（2013年、EX、演：池田政典）
- 軍師官兵衛 （2014年、NHK大河劇、演：吹越滿）
- 信長協奏曲（2014年、CX、演：堀部圭亮）
- 麒麟來了（2020年、NHK大河劇、演：瀧藤賢一）
- 怎麼辦家康（2023年、NHK大河劇、演：古田新太）

## 腳註
1. ↑  一般的日本學界認為，足利義昭於1573年被織田信長逐出京都後室町幕府就毀滅了，但足利義昭依然保持「征夷大將軍」這一稱號直到1588年。
2. ↑  足利義昭之後，足利家一族就失去了征夷大將軍的官位。日本歷史上下一任征夷大將軍身份有爭議。惟任光秀（明智光秀）在1582年本能寺之變後率軍上洛，曾向朝廷請求冊封自己為征夷大將軍。而根據《明智光秀公家譜覺書》記載，朝廷冊封明智光秀為「從三位中將、征夷大將軍」。但學界對明智光秀是否真正擔任過征夷大將軍尚存在爭議。目前公認的下一任征夷大將軍是建立江戶幕府的德川家康。
3. ↑  國史大辭典（吉川弘文館）
4. ↑  2日後追加了7条，總計16条。
5. ↑  抄本被傳送到了日本各地，寫本在各地都有發現
6. ↑  戰國時期的「天下」觀，參見神田千里《東洋大学文学部紀要》2002、同中央公論社、2002）。
7. ↑  離開京都後仍然擁有統治天下權力的足利將軍還有足利義詮、足利義尚、足利義稙、足利義晴、足利義輝等人。
8. ↑  三年後，信長奏請改元「天正」。